# Friedenskirche (Hürth)
Die Friedenskirche ist eine Kirche der Evangelischen Kirchengemeinde Hürth im Hürther Stadtteil Efferen. Vorher nur als Evangelische Kirche Efferen bekannt, trägt sie seit dem Umbau im Jahre 1994 den Namen Friedenskirche. Die 1952/53 erbaute „zweischiffige Kirche unter einem Satteldach mit eingezogenem Turm“ wird als „typisch für die Architektur des evangelischen Kirchenbaus der 50er Jahre“ beschrieben, und auch die Lage der Kleinkirche im Zentrum, aber abseits der Hauptstraße, kann für diese Diaspora-Kirchen der Nachkriegszeit als typisch angesehen werden. Sie stellt seit der Schließung der evangelischen Dankeskirche in Knapsack am 5. Oktober 1975 und dem danach erfolgten Abriss die älteste evangelische Kirche in Hürth dar.

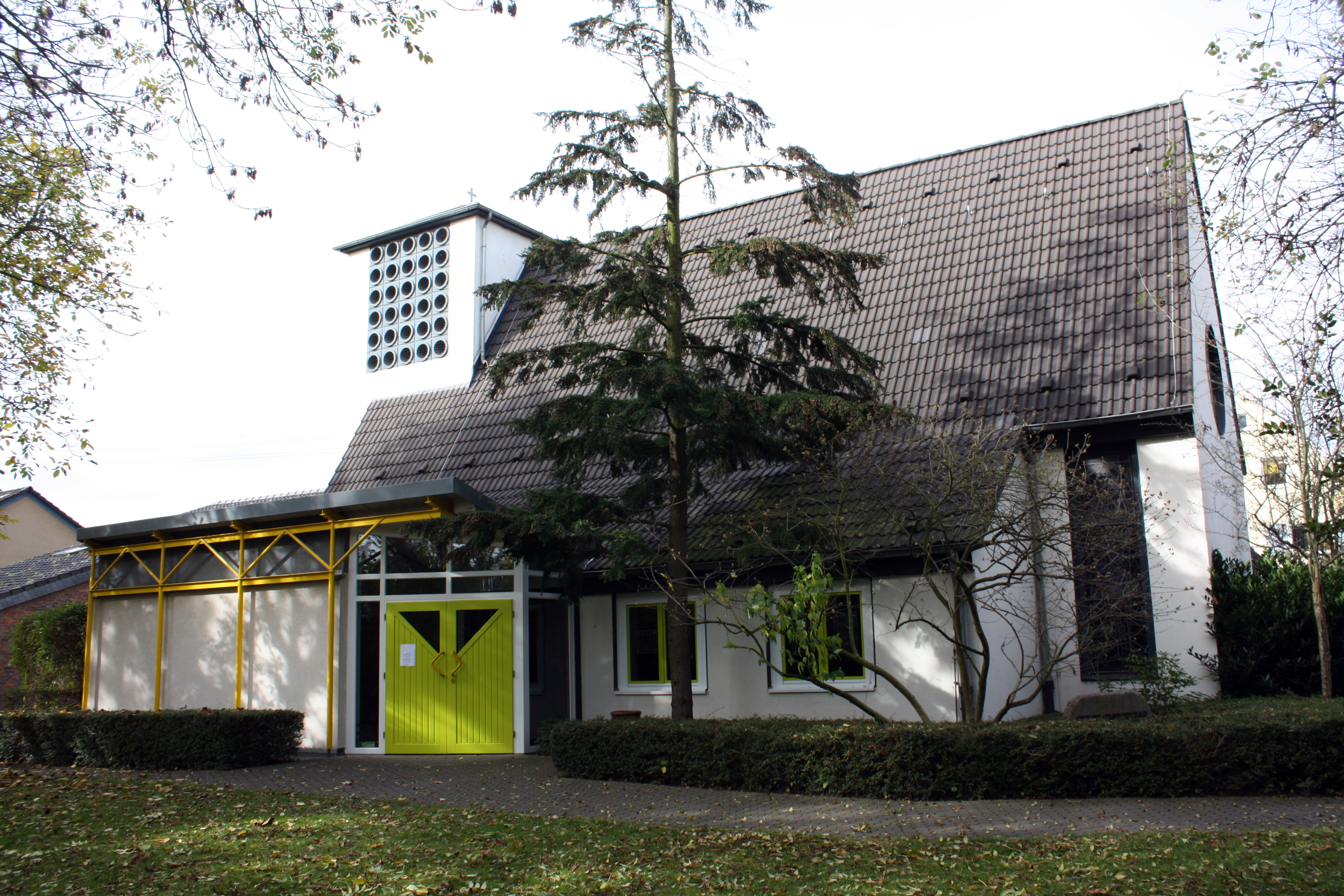
Friedenskirche in Hürth-Efferen

## Geschichte

### Vorgeschichte
Bevor es in Efferen eine evangelische Gemeinde und eine Kirche gab, waren die wenigen evangelischen Christen des Ortes Mitglieder der Gemeinde Lindenthal zu Köln. Hier wurde 1892 der erste Pfarrer für die Gemeinde, Emil Schmick, eingestellt, der neben dem gesamten westlichen Stadtbezirk zwischen Lindenthal und Bayenturm auch die evangelischen Christen in Efferen und in Rondorf betreute. Damals hatte der Pfarrbezirk eine Gesamtgröße von 48 km2, aber dennoch nur knapp 1500 Gemeindemitglieder.
Ab Mai 1911 organisierte Schmick in Efferen erste Bibelstunden, in einem Privathaus der Familie August Weckwerth in der Steinstraße. Im Jahr 1924 wurde durch die Initiative des Lindenthaler Kirchmeisters Friedrich Knäpper, der in Efferen wohnte, in einer Baracke auf seinem Grundstück der Brotfabrik Knäpper in der nachmaligen Kaulardstraße (heute Kreissparkasse) der erste Betsaal eingerichtet. Er bestand zudem aus einer Sakristei und einer kleinen Wohnung für die Küsterin, Frau Weckwerth. Alle 14 Tage fanden hier ein Gottesdienst und ein Kindergottesdienst statt.  Dieser wurde ebenso wie die katholische Kirche St. Mariä Geburt am 11. Oktober 1944 bei einem Bombenangriff vollständig zerstört. Die Gemeinde hielt ihre Gottesdienste daraufhin in der Wirtschaft Balkmann am Lindenplatz ab, während die katholische Gemeinde sich mit einer Notkirche behelfen konnte, in der später auch die evangelische Gemeinde Gastrecht bekam. 1946 übernahm der Gemeindediakon und spätere Pastor Paul Mader den Gemeindebezirk Efferen, während der Presbyter Hermann Zimmermann die Interessen Efferens im Presbyterium Lindenthal vertrat. Auf sein Engagement ist der Erwerb eines Grundstückes an der heutigen Martin-Luther-Straße zurückzuführen, auf dem erst der neue Gemeindesaal und anschließend die evangelische Kirche entstanden sind.

### Kirchenbau und -gestaltung

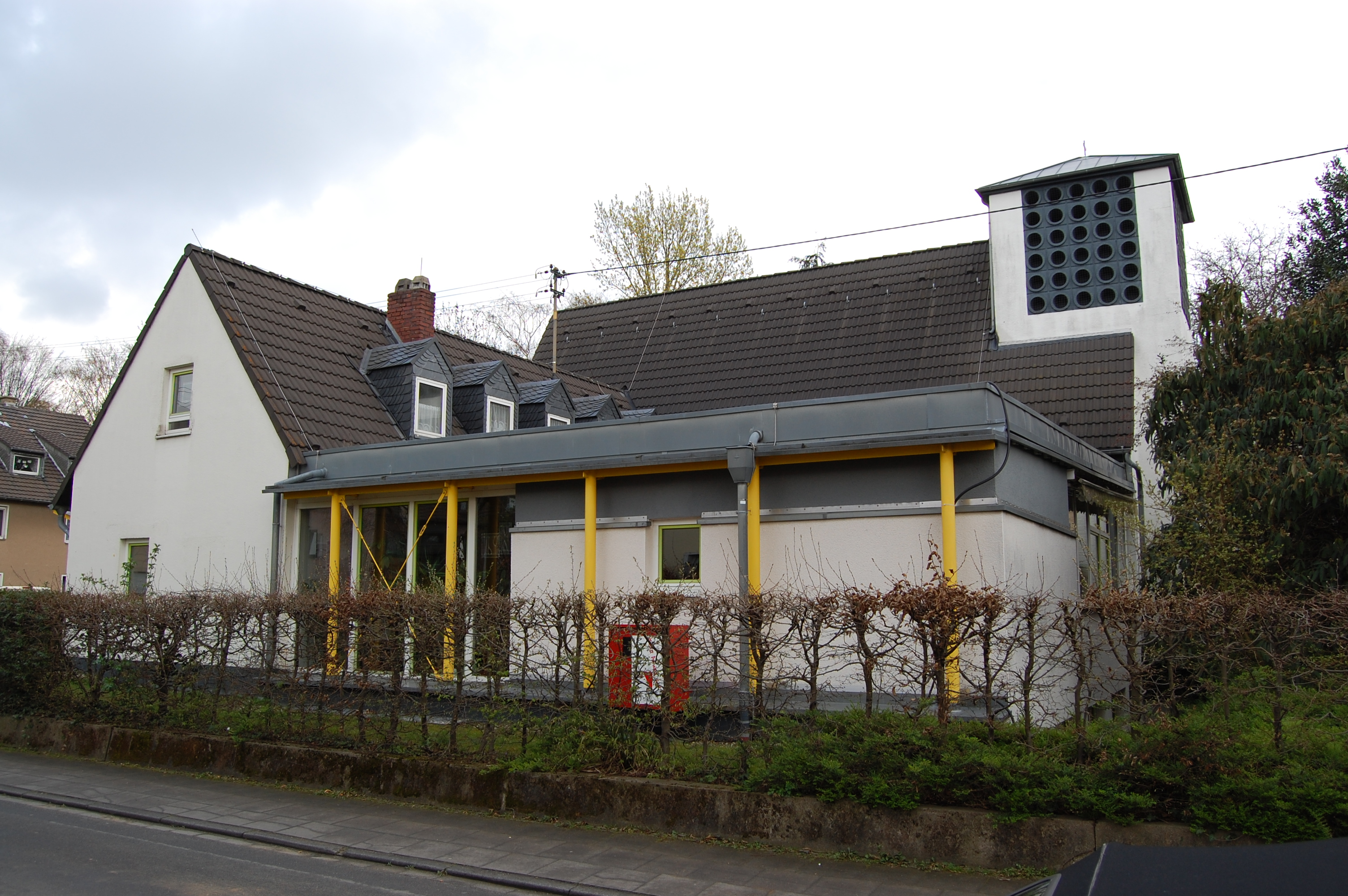
Gemeindehaus und Kirche

Am 5. April 1949 wurde im Lindenthaler Presbyterium der Beschluss gefasst, für die Evangelischen in Efferen eine eigene Kirche zu bauen. Der Gemeindebezirk direkt vor den Toren der Großstadt Köln war vor allem nach dem Zweiten Weltkrieg durch Flüchtlinge, Vertriebene und zugezogene Industriearbeiterfamilien sehr stark angewachsen. Zunächst wurde am 13. Juli 1952 ein kleines Gemeindehaus mit einem etwa 35 m² großen Versammlungsraum für den Gottesdienst als Jugendheim und Gemeindesaal eingeweiht. Bis zu diesem Zeitpunkt war der Bezirk auf über 1.200 evangelische Kirchenmitglieder angewachsen.
Bei der Einweihung wurde schon der Grundstein für den vorgesehenen Kirchenbau gelegt; dieser wurde direkt mit dem Gemeinderaum verbunden. Als Architekt wurde der Kölner Jürgen Körber gewählt, der Sohn des Architekten Martin Körber, der die heute abgerissene Dankeskirche in Knapsack 1950/51 erbaut hatte. Jürgen Körber hatte 1952 sein eigenes Büro in Köln eröffnet und konnte seine Baupläne der Kirche auch in der Architekturzeitschrift Kunst und das schöne Heim veröffentlichen. Bereits am 22. Dezember 1953 konnte die mit zahlreichen Eigenleistungen der Mitglieder errichtete Kirche durch den Düsseldorfer Oberkirchenrat Gustav Boué eingeweiht werden.
Am 18. Mai 1957 wurden die von dem Glasmaler Ernst Otto Köpke gestalteten Mosaikfenster eingebaut. Das metallene Kreuz und das eiserne Taufbecken fertigte das Gemeindemitglied Elio Vogel 1968.

### Glocken und Orgel
Die erste und mit einem Gewicht von 151 kg schwerste Glocke des heute dreistimmigen Geläuts mit der Aufschrift „Seid fröhlich in Hoffnung!“ (Röm 12,12 ) wurde am 26. Oktober 1954 in den Turm gebracht. Die beiden anderen Glocken folgten am 16. November 1956. Die größere mit dem Spruch „Herr, deine Augen sehen nach dem Glauben“ (Jer 5,3 LUT 1912, auch bekannt aus der Bach-Kantate BWV 102) und die kleinere, als Tag- und Gebetsglocke genutzt, mit der Widmung „Betet ohne Unterlaß“ (1 Thess 5,17 ).
Am 23. Mai 1965 erfolgte die Einweihung der von der Berliner Orgelbaufirma Karl Schuke gebauten kleinen Kirchenorgel. Sie hat zwei Manuale, Pedal und acht Register. Die Disposition lautet:
| I Manual C–g3 |           |    |
| 1.            | Rohrflöte | 8′ |
| 2.            | Principal | 4′ |
| 3.            | Mixtur IV |    |

| II Manual C–g3 |            |    |
| 4.             | Gedackt    | 8′ |
| 5.             | Spitzflöte | 4′ |
| 6.             | Principal  | 2′ |
| 7.             | Cymbel II  |    |

| Pedal C–f1 |           |     |
| 8.         | Untersatz | 16' |

- Koppeln: II/I, I/P, II/P
- Traktur: Schleifladen, vollmechanisch

### Gemeindezentrum
1967 wurde neben der Kirche das Pfarrhaus gebaut.
Aufgrund des sehr schnell zu klein gewordenen Gemeinderaumes, der die vielfältigen Arbeitsgruppen nicht mehr alle aufnehmen konnte, wurden durch Hans Joachim Reich 1985 erste Planungen für eine Erweiterung des Gebäudeensembles angestellt. Die Arbeiten konnten allerdings erst 1993 begonnen werden, wurden aber dann recht schnell im Folgejahr abgeschlossen. Den Hauptteil der Anbauten stellt der neue eingeschossige Gemeinderaum dar, der im rechten Winkel zum Kirchenraum angelegt ist. Des Weiteren wurde der Eingangsbereich mit einem kleinen Vorraum und zwei Sanitärräumen ausgestattet. Die neuen Anbauten wurden bewusst so gestaltet, dass sie eine Trennung der ursprünglichen Kirche und der Anbauten erkennen lassen.

### Namensgebung
Die Kirche in Efferen wurde bis 1994 nur als Evangelische Kirche Efferen bezeichnet. Nach dem größeren Umbau wurde sie Friedenskirche benannt. Die Namensgebung erfolgte aufgrund der für das Jahr 1994 festgelegten Jahreslosung der Ökumenischen Arbeitsgemeinschaft für Bibellesen (ÖAB): „Christus ist unser Friede.“ (Eph 2,14 )

## Architektur

### Außen
Das Kirchengebäude steht parallel ausgerichtet zur Bodelschwinghstraße und ein wenig in das Grundstück an der Ecke Bodelschwinghstraße und Martin-Luther-Straße zurückgesetzt. In direkter Nachbarschaft befindet sich die Grünanlage der Ahl Schul, der unter Denkmalschutz stehenden Alten Schule an der verkehrsreichen Bachstraße, die heute als Volkshochschule genutzt wird. Unweit steht die katholische Kirche. Insofern steht die Kirche im Ortsmittelpunkt, wenn auch etwas im Hintergrund. Die östliche Giebelseite mit dem runden Altarfenster ist dabei der Martin-Luther-Straße zugewandt, während die westliche Seite mit ihrem sehr niedrig gebauten quadratischen Turm sich am hinteren der Straße abgewandten Ende des Gebäudes befindet. Im rechten Winkel dazu befindet sich an der vorderen Hälfte der Nordseite der 1994 fertiggestellte Gemeindesaal, während der Eingangsraum ähnlich einem Seitenschiff an der Südseite parallel zum Kirchenraum angelegt ist.

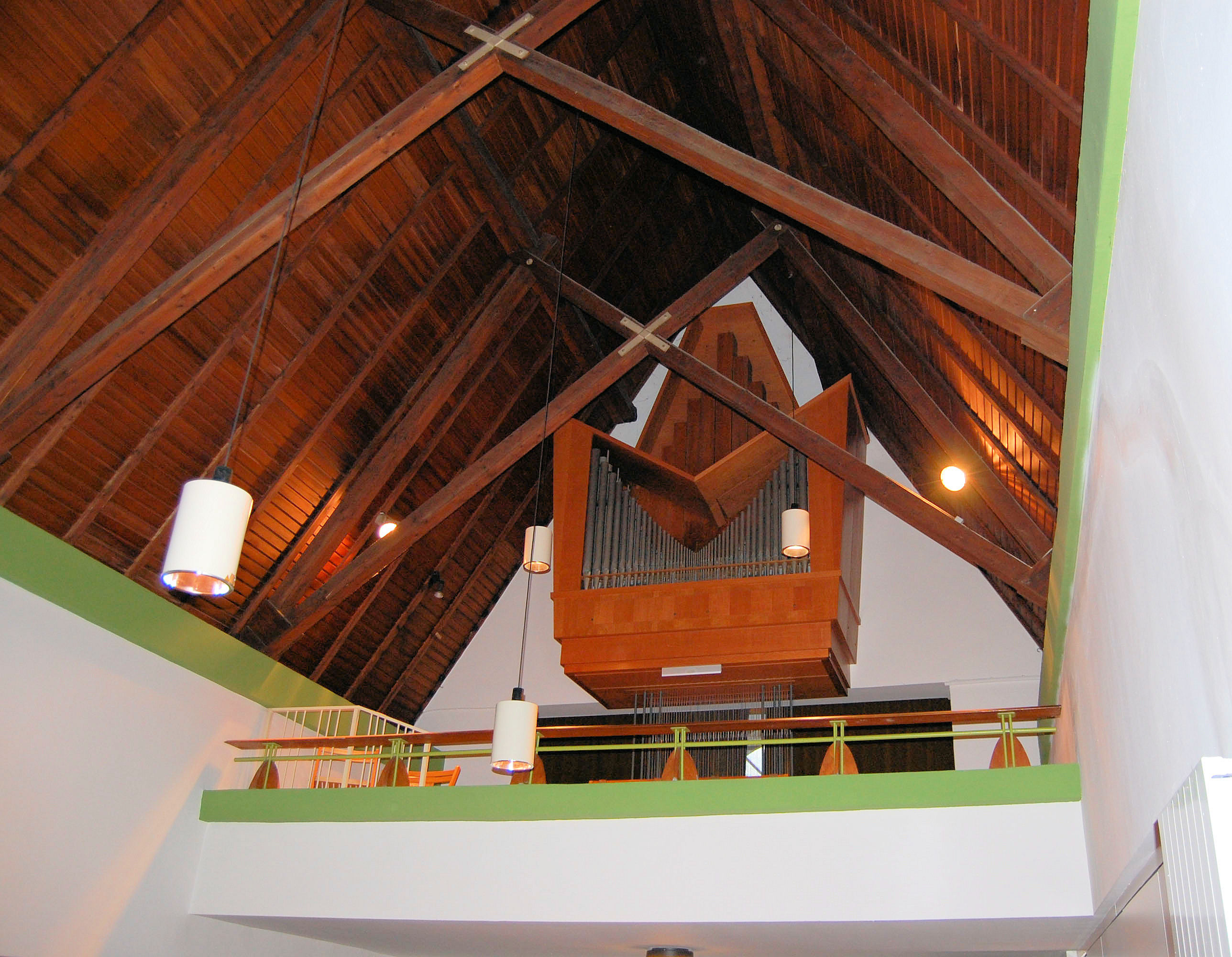
Empore und Orgel, deutlich erkennbar ist das offene Dachgebälk

Der sich westlich am hinteren Teil der Kirche befindliche Turm wird vom Satteldach des Kirchenraumes umfasst. Er verfügt an den drei größten aus dem Satteldach aufsteigenden Turmwänden über große rechteckige Fenster aus Basaltlava, die jeweils 30 kreisrunde Schallöffnungen besitzen. Der Turmbau wird von einem stumpfwinkligen Pyramidendach abgeschlossen.
Gegenüber dem Eingangsbereich an der Südseite ist der Raum durch drei Rundpfeiler abgegrenzt, die Gemeinderäume an der Nordseite lassen sich über Falttüren mit dem Kirchenraum verbinden, was eine Vergrößerung dieses Raumes ermöglicht.

### Innen
Der Innenraum ist weiß verputzt und vor allem durch das hohe, offene, in dunklem Braun kontrastierende Dach geprägt. Diese hölzerne Satteldecke ruht seitlich auf einem Rahmenbalken, während die Verstrebungen frei durch den Raum greifen. Im Westen befindet sich eine eingezogene Empore, über der die Orgel angebracht ist. Der Altarbereich ist durch einen zweistufigen Aufgang leicht erhöht. Ein Chor im strengen Sinne existiert nicht, aber durch die eingeschossige Raumflanke des Eingangsbereichs, die nur bis zum Altarbereich geführt wird, und das schmale farbige Seitenfenster entsteht allerdings ein abgesetzter Bereich mit Chorcharakter. Optisch betont wird der Altarbereich zudem durch ein großes farbiges Rundfenster oberhalb des Altars. Ein wiederkehrendes ikonografisches Symbol des Altarbereichs ist das Dreieck. Es ist durch den dreieckigen Giebel, die dreieckige Gesamtheit aus Kreuz und Altarplatte, sowie eine Dreiecksgravur im Altarsockel dreifach vorhanden und symbolisiert die Dreifaltigkeit.

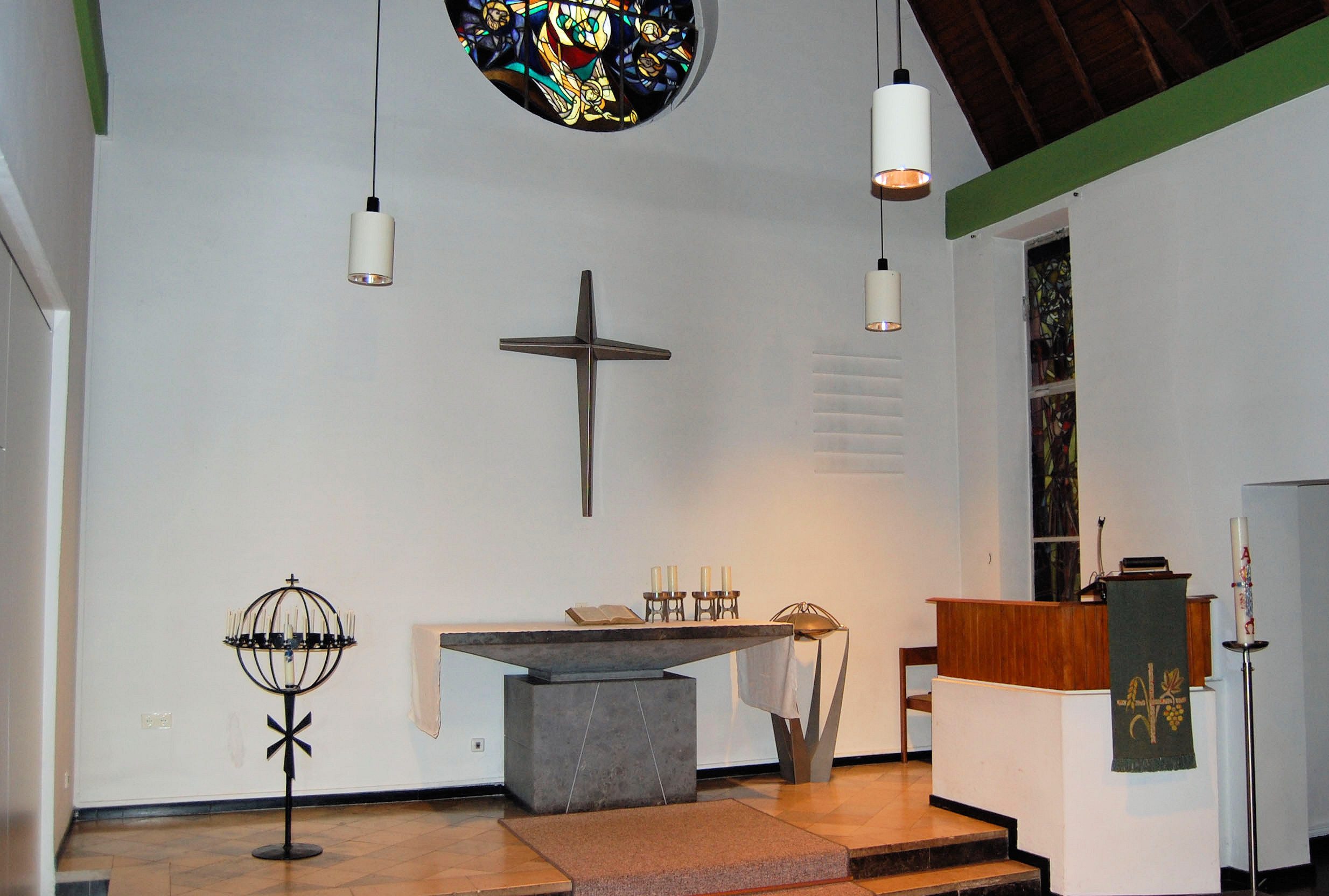
Altarbereich der Friedenskirche mit Altarkreuz, Taufbecken und Mosaikfenster

Der Innenraum der Friedenskirche ist sehr schlicht gestaltet und vor allem durch den Altarbereich sowie die Empore mit der Orgel geprägt. Das Kirchengestühl besteht aus hellen Holzstühlen und zur Beleuchtung werden einfache Deckenstrahler und in den Kirchenraum herabhängende Lampen genutzt.
Der Altar ist aus Blaustein gestaltet. Er wird von einem modernen, stählernen Altarkreuz überhöht, welches keine auffälligen Verzierungen aufweist. Es stellt eine Einheit mit dem ebenfalls stählernen Taufbecken dar, dessen Deckel mit einem Bergkristall verziert ist.

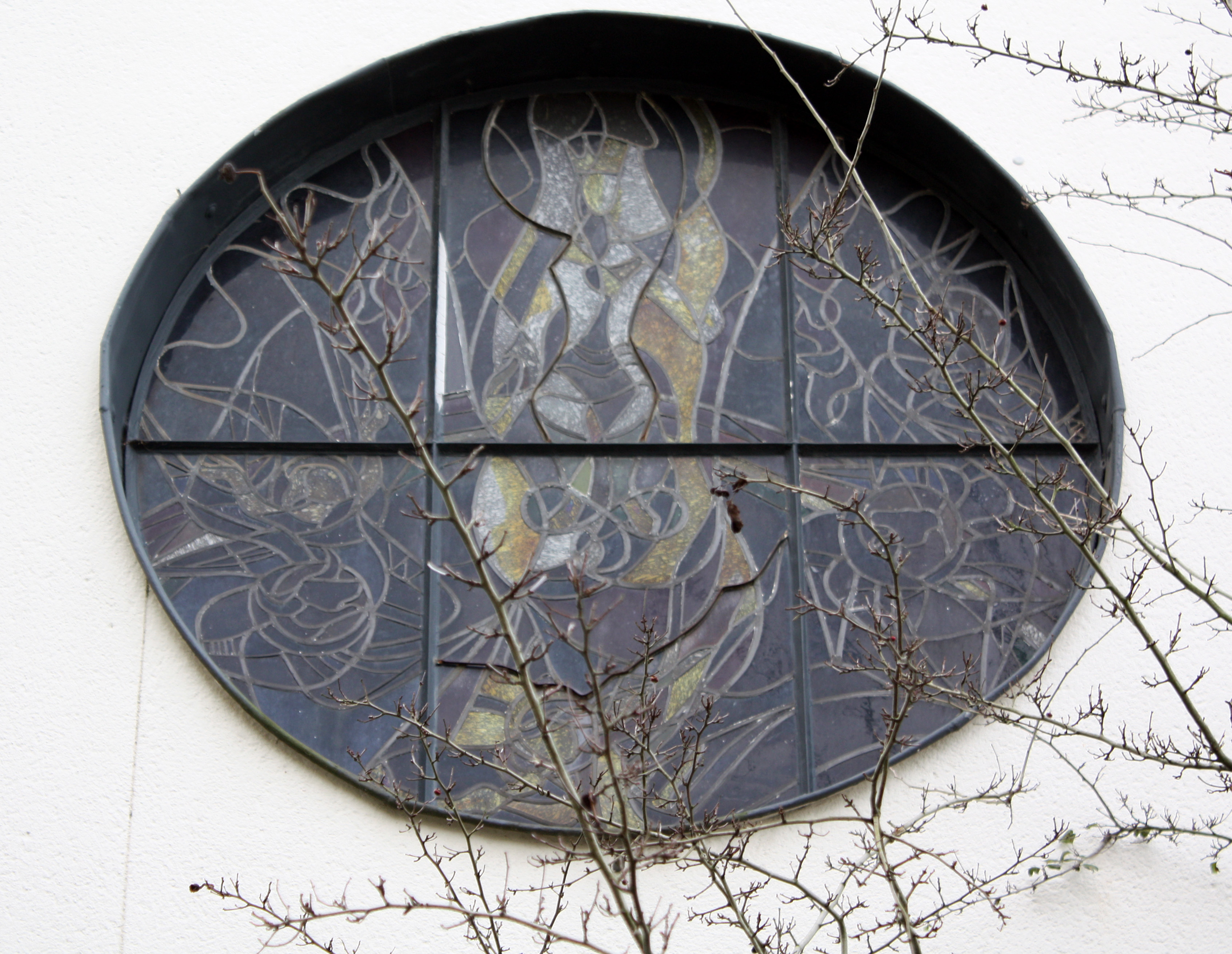
Altarfenster an der Ostseite, Außenansicht

### Schmuckfenster

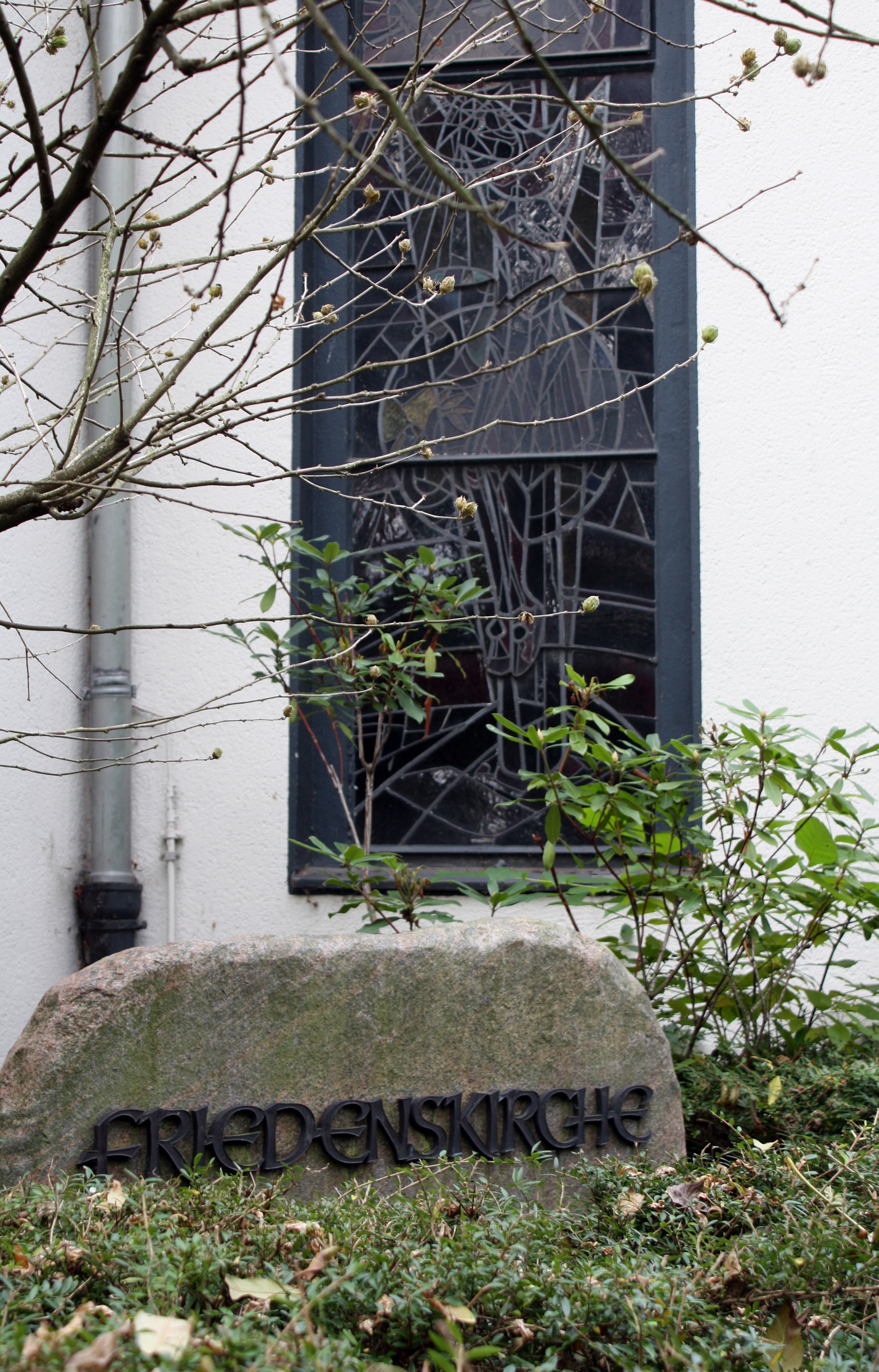
Langfenster an der Südseite von außen

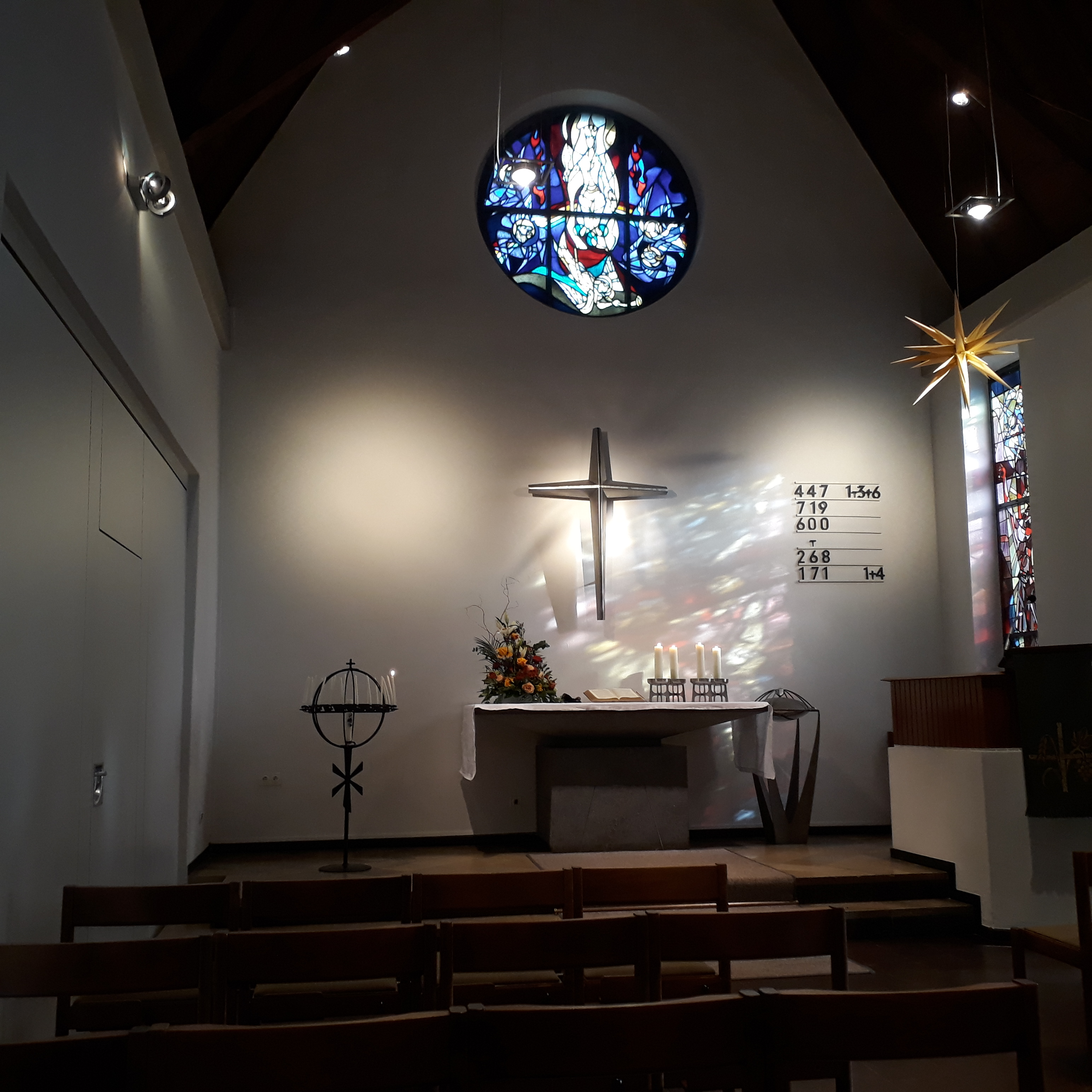
Lichterspiel des Schmuckfensters über dem Altar

Die farbigen Mosaikfenster des Altarbereichs wurden von dem Düsseldorfer Glasmaler Ernst Otto Köpke gestaltet. Sie tauchen den Altarbereich in ein farbiges, diffuses Licht. Dabei wird der Farbeffekt des runden Hauptfensters noch durch das schmale Seitenfenster verstärkt. Im Rundfenster wird auf abstrakte Weise die Majestas Domini dargestellt, in der Jesus Christus inmitten des so genannten Viergetiers auf einem Regenbogen beziehungsweise einem Himmelsbogen thront. Das Viergetier besteht aus den symbolisch dargestellten Evangelisten Matthäus, Markus, Lukas und Johannes, die durch vier geflügelte Symbolwesen dargestellt sind: Ein Mensch versinnbildlicht Matthäus, der Löwe Markus, der Stier Lukas und der Adler Johannes. Unterhalb der Darstellung Christi befindet sich ein fliegender Engel mit einer Posaune, der die Wiederkunft Jesu Christi zum Jüngsten Gericht (Parusie) symbolisiert.
Im Seitenfenster ist die Kreuzigung Jesu Christi in Form eines im Vordergrund am Kreuz hängenden Christus, dem aus dem Himmel mehrere Engel zu Hilfe eilen, dargestellt. Auch die Kreisgestalt wird im Seitenfenster erneut aufgegriffen. Sie spiegelt sich im Heiligenschein Christi wider sowie in dem Kreis um dessen Beine, der als Erdenrund aufgefasst wird und als Symbole des Abendmahls einen Kelch, Trauben und Ähren enthält. Die Darstellung steht damit in direktem Zusammenhang mit dem Rundfenster und zeigt auf, dass der Tod Jesu die Voraussetzung seiner Erhöhung und Wiederkunft darstellt. Der damalige Pfarrer Paul Mader beschrieb die Fenster 1982 in einer Predigt:
„Ein schmales Langfenster neben der Kanzel, ein kreisrundes Fenster in der Stirnwand über dem Altar, das Eine der Gekreuzigte – der übrigens sein Haupt der Gemeinde zuneigt – das Andere der Erhöhte und Verherrlichte, so dass die beiden Fenster zusammengenommen das Christenbekenntnis der Kirche ergeben: ‚Er ward gehorsam bis zum Tode, ja zum Tode am Kreuz. Darum hat ihn auch Gott erhöht und hat ihm den Namen gegeben, der über allen Namen ist‘“

## Gemeindegeschichte
Der Bezirk der Kirchengemeinde Köln-Lindenthal wurde am 1. Januar 1957 gemeinsam mit den Gemeindegliedern in Fischenich, Hermülheim und Kalscheuren, die bis dahin der Gemeinde Brühl angehört hatten, zu der aus der Evangelischen Kirchengemeinde Knapsack hervorgegangenen Evangelischen Kirchengemeinde Hürth zusammengeschlossen. Diese bestand aus den Bezirken der evangelischen Kirchen in Knapsack, Hermülheim, Gleuel und Efferen.
Am 1. April 1966 teilte sich die Johannes-Kirchengemeinde Hürth-Gleuel mit der Martin-Luther-Kirche in Gleuel von der Evangelischen Matthäus-Kirchengemeinde Hürth ab. Diese besteht bis heute aus den Pfarrbezirken der Friedenskirche Efferen und der Martin-Luther-King-Kirche in Hermülheim, die Nathan-Söderblom-Kirche in Kendenich wurde am 15. Juni 2008 wegen fehlender Mittel geschlossen und wird jetzt privatwirtschaftlich genutzt. Der dazugehörende Pfarrbezirk wurde auf die beiden verbleibenden Bezirke aufgeteilt. Beide Gemeinden sind seit 2015 unter dem Namen Evangelische Kirchengemeinde Hürth wieder eine Gemeinde. Sie gehört zum Kirchenkreis Köln-Süd der Evangelischen Kirche im Rheinland.

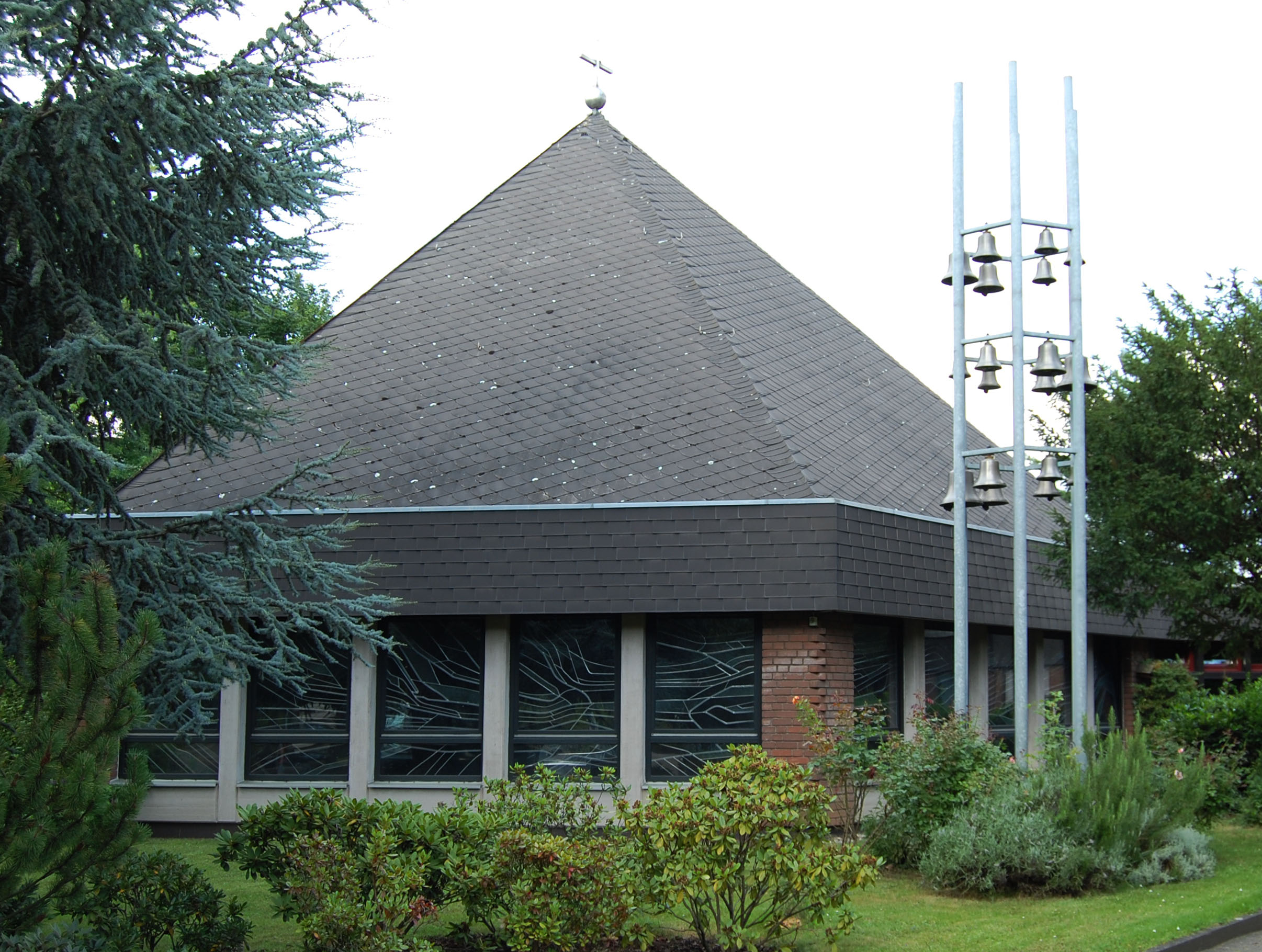
Martin-Luther-King-Kirche Hermülheim
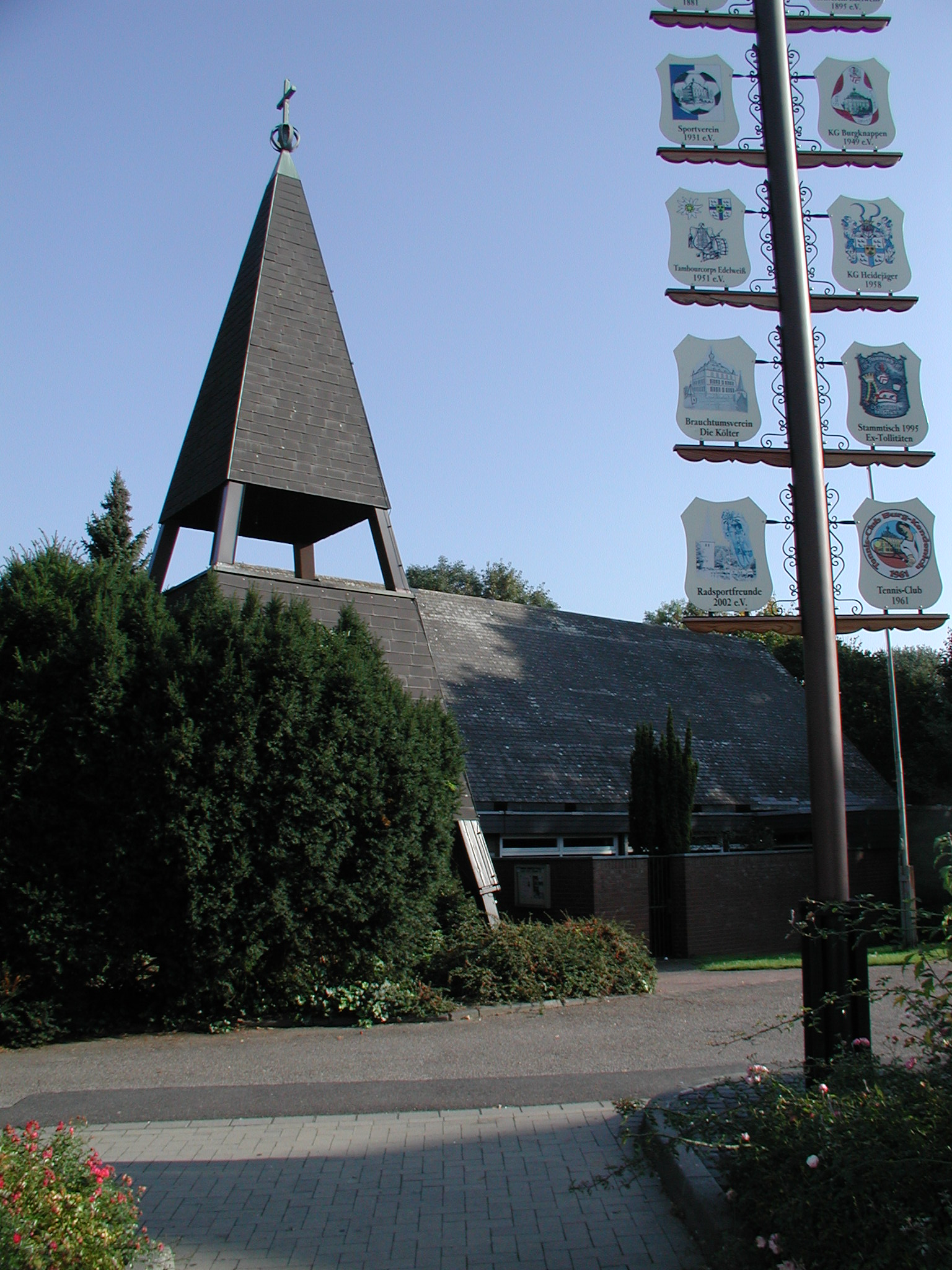
Nathan-Söderblom-Kirche, Kendenich (entwidmet)
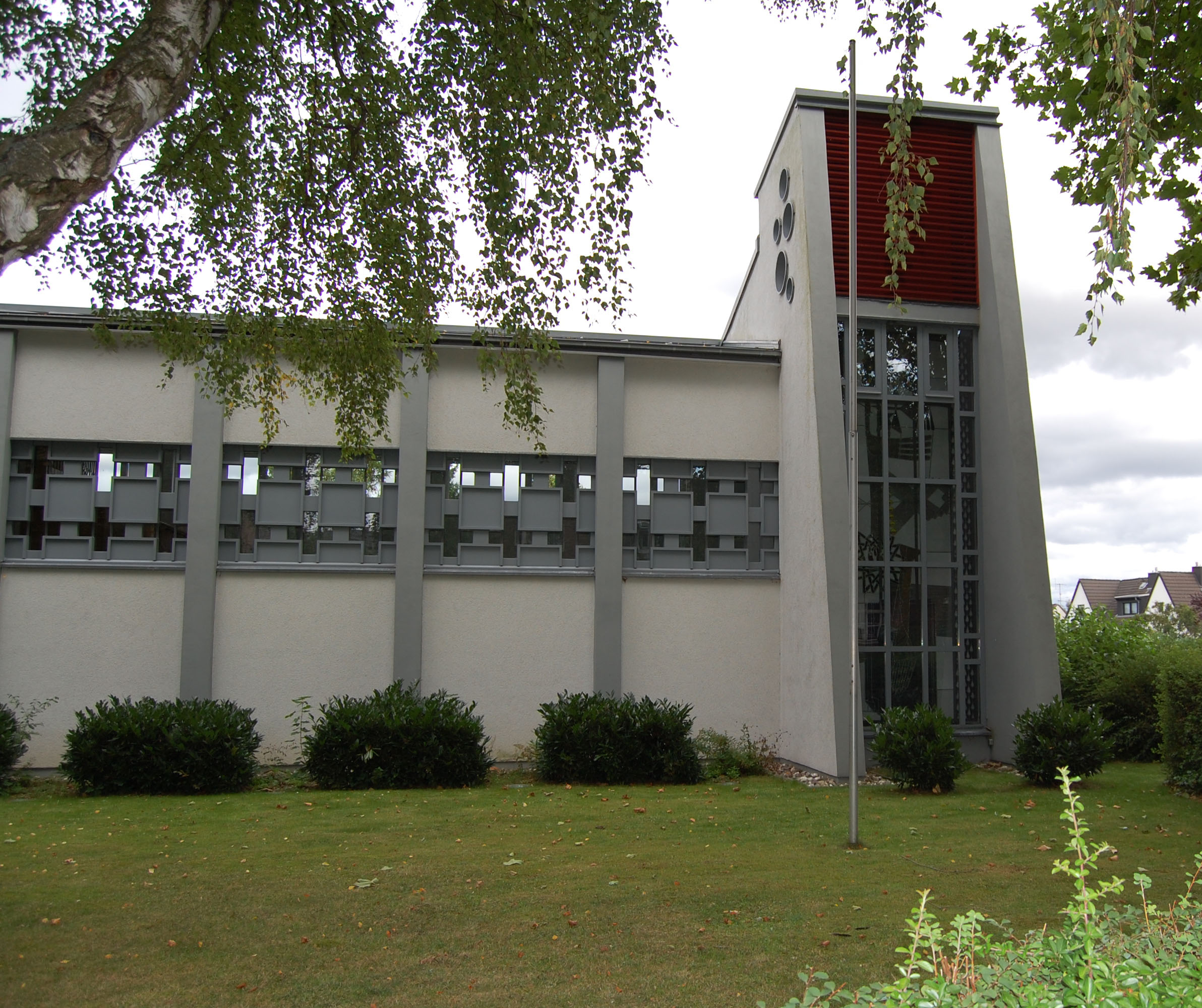
Martin-Luther-Kirche, Gleuel

Der erste Pastor für den Gemeindebezirk Efferen war Paul Mader, der dort von 1946 an bis 1982 diente. 1983 trat Pfarrer Thomas Hennig seine Nachfolge an. Er konnte im September 2008 sein 25-jähriges Dienstjubiläum begehen und wurde 2019 in den Ruhestand verabschiedet. Ihm folgte im gleichen Jahr Franziska Boury als Pfarrerin nach, die bis heute (Stand Dezember 2023) dort tätig ist.